# Advanced Message Queuing Protocol
Advanced Message Queuing Protocol（AMQP）は、メッセージ指向ミドルウェアのオープンスタンダードなアプリケーション層プロトコルである。
AMQPの機能の定義は、メッセージ指向、キューイング、ルーティング（ポイント・ツー・ポイント、出版-購読型モデル）、信頼性、セキュリティに及ぶ。
AMQPはメッセージングプロバイダ（サーバ）とクライアントに、HTTPなどの手法と同じように異なるベンダ間で正しく相互運用できるような振る舞いを要求する。
以前にもAPIレベルでミドルウェアを標準化しようとする試みがあったが、相互運用性をもたらすことはなかった。単純にAPIを定義したJMSと異なり、AMQPはワイヤレベルプロトコルである。
ワイヤレベルプロトコルとは、ネットワークを通して、オクテットストリームとして送信されるデータフォーマットの記述である。したがって、実装言語に非依存でプロトコルに従ったツール間で相互運用されているフォーマットのメッセージであれば、どんなツールでも生成・翻訳が可能である。